# 1954 v loďstvech
Tento článek obsahuje významné události v oblasti loďstev v roce 1954.

## Lodě vstoupivší do služby
- 30. září –  USS Nautilus (SSN-571) – první útočná ponorka s jaderným pohonem